# Redeem
Redeem ist eine Schweizer Indie-Rockband.

## Werdegang
Gegründet wurde die Band 2003 in Zug in der Schweiz vom Gitarristen und Sänger (Saint) Stefano Paolucci und dem Bassisten Pascal Münger, der später bei The Formers spielte. Sie begannen ein paar Songs zu schreiben.
Im Januar 2004 entschied die Band, ihr erstes Demo aufzunehmen, was nur 2 Tage dauerte. Die meisten Aufnahmen wurden mit verschiedenen Drummern live eingespielt. Kurz darauf wurde das Demo an diverse Plattenlabels in Deutschland und der Schweiz gesandt. Es gab ein sehr positives Feedback und Redeem bekam einige gute Angebote von deutschen Labels.
Nach ihren ersten Schritten im Musikgeschäft arbeitete Redeem mit dem Produzenten Tommy Vetterli (ehemals Coroner, Gitarre) in den Newsound-Studios, Zürich an den Aufnahmen für ein Album. Nach der Fertigstellung von „Eleven“  (in Anlehnung an das Pearl-Jam-Album „Ten“) folgte ein Plattenvertrag mit PointMusic, München. Im Oktober 2006 wurde „Eleven“ in Deutschland und in der Schweiz veröffentlicht.
Ende 2007 kam Simon Steiner als fester Schlagzeuger zu der Band. Redeems erste Single „Alive“ und ebenso die zweite Auskopplung „Time“ hatte hohe Rotation bei vielen Schweizer Radiosendern und eroberten langsam die Airplay-Charts. Zusätzlich unterstützte VIVA Schweiz die drei Jungs mit massiver Video Rotation. Im letzten Sommer tourte die Band durch die Schweiz, teils als Vorgruppe für Bands wie „Gotthard“, „Magnum“ und „+44“, aber auch als Act auf den Festivals wie „Rockfest“ mit Alice Cooper und dem großartigen „Jazzfestival Montreux“.
Im Januar 2008 unterzeichnete die Band einen Publishing Vertrag mit Universal Music, Berlin und arbeitete dort am zweiten Album in den Pleasurepark Studios mit José Alvarez-Brill (Joachim Witt, Heppner, Wolfsheim, Rammstein, Depeche Mode).
Im März 2008 tourten Redeem im Vorprogramm von Daughtry durch die größten deutschen Städte, und im Herbst 2008 waren sie unterwegs als Vorgruppe von 3 Doors Down in Europa.
Seit 2012 ist Alessio Piazza als Bassist bei Redeem tätig.
Im Januar 2016 meldete sich Redeem zurück mit der ersten Single Borderline aus dem im 23. September 2016 erschienenen Album Awake. Die zweite Singleauskopplung hieß The Last Goodbye. Das Video zu dem Song wurde im August 2016 in der kleinen Tonhalle in Zürich gedreht.
2017 schrieben Redeem neue Songs für ihr viertes Album. Mit an Bord Startproduzent Richard Chycki (Rush, Dream Theater, P!nk). Das Album wurde komplett von Chycki in den New Sound Studios im November 2017 aufgenommen. Release des Albums „Paperthin Skin“ war auf Grund der Tour mit CoreLeoni erst fast zwei Jahre später am 13. September 2019.

## Diskografie

### Alben
- Eleven (2006)
- 999 (2011)
- Awake (2016)
- Paperthin Skin (2019)

### Singles
- The Last Goodbye (2016)
- Borderline (2016)
- Promises (2011)
- Gravity (2011)
- Broken (2011)
- Time (2007)
- Alive (2006)
- Bullet (2004)

### Videos
- Two Points of View
- Alive
- Promises
- Borderline
- The Last Goodbye

## Ehemalige Bandmitglieder
- Reto Wild
- Pascal Münger
- Giovanni Giorgi
- Roman “Pom” Albisser
- Mike Wittmer